# Prins Georg, hertig av Kent
Prins Georg, hertig av Kent (George Edward Alexander Edmund), född 20 december 1902 på Sandringham House i Norfolk, död 25 augusti 1942 vid Morven i Caithness i norra Skottland, var fjärde son till kung Georg V av Storbritannien och dennes maka, Mary av Teck.

## Biografi
Georg gifte sig den 29 november 1934 i Westminster Abbey i London med prinsessan Marina av Grekland och Danmark (1906-1968). Hon var dotter till prins Nikolaos av Grekland och Danmark och hans maka, storfurstinnan Helena Vladimirovna av Ryssland.
Georg och Marina fick tre barn:
1. Edward, 2:e hertig av Kent (född 1935), gift med Katharine Worsley (född 1933)
2. Prinsessan Alexandra av Storbritannien (född 1936) gift med sir Angus Ogilvy (1928–2004)
3. Michael av Kent (född 1942) gift med baronessan Marie-Christine von Reibnitz (född 1945)

Georg av Kent omkom i en olycka med en flygbåt i Skottland den 25 augusti 1942.

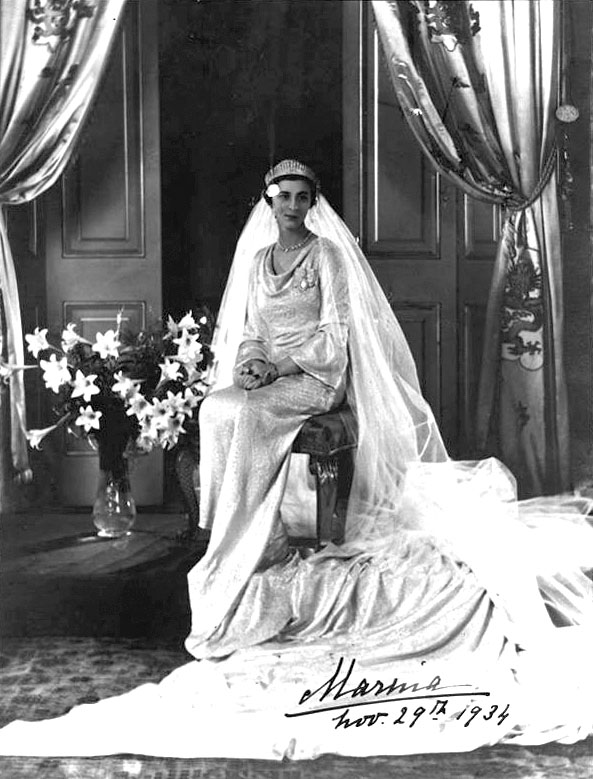
Prinsessan Marina på bröllopsdagen.